# قشلاق ساري قويي شاه مار
قشلاق ساري قويي شاه‌ مار هي قرية في مقاطعة بارس أباد، إيران. عدد سكان هذه القرية هو 204 في سنة 2006.